# 羅普奇采-森濟舒夫縣

50°5′10″N 21°38′0″E / 50.08611°N 21.63333°E
羅普奇采-森濟舒夫縣（波蘭語：Powiat ropczycko-sędziszowski），是波蘭的縣份，位於該國南部，由喀爾巴阡山省負責管轄，首府設於羅普奇采，面積549平方公里，2006年人口71,220，人口密度每平方公里130人。